# Caroline Rémy de Guebhard
Caroline Rémy de Guebhard, född 27 april 1855 i Paris, död 24 april 1929 i Pierrefonds, var en fransk journalist, känd under sin pseudonym Severine. Hon var socialist och feminist. Hon anställdes vid den socialistiska tidningen Cri du Peuple och har blivit kallad Frankrikes första heltidsanställda kvinnliga reporter. Hon är tillsammans med Marguerite Durand känd som de två kvinnliga pionjärjournalisterna i fransk press.